# Vorderanger
Vorderanger ist eine Ortschaft in der Gemeinde Klaffer am Hochficht im Bezirk Rohrbach in Oberösterreich.

## Geographie
Die Streusiedlung Vorderanger liegt westlich des Gemeindehauptorts von Klaffer am Hochficht. Die Ortschaft einschließlich des Gasthofs Spitzwirt umfasst 52 Adressen (Stand: 1. April 2020). Sie gehört zu den Einzugsgebieten der Großen Mühl, des Peternbachs und des Urlseebachs. Westlich von Vorderanger erhebt sich der Schusterberg. Im Osten liegen der Badesee und der Urlsee.
Um Vorderanger erstrecken sich größere Flächen von Berg-Mähwiesen. Entlang der Großen Mühl wurden ehemalige Feuchtwiesenstandorte mit Fichten aufgeforstet. Vorderanger ist Teil der 22.302 Hektar großen Important Bird Area Böhmerwald und Mühltal. Unmittelbar neben Vorderanger erstreckt sich das 9.350 Hektar große Europaschutzgebiet Böhmerwald-Mühltäler.
Westlich von Vorderanger liegt in der Gemeinde Schwarzenberg am Böhmerwald die Ortschaft Hinteranger.

## Geschichte
Vorderanger wurde an der Wende des 17. zum 18. Jahrhundert gegründet.

## Kultur und Sehenswürdigkeiten
Die Ascherkapelle bei Vorderanger Nr. 6 wurde ursprünglich 1701 erbaut und von 1983 bis 1985 erneuert. Der 11 km lange Rundwanderweg Kapellenweg Klaffer und der 5,5 km lange Rundwanderweg Sagenweg führen durch die Siedlung.